# Mitrofani
Mitrofani es una comuna ubicada en el distrito Vâlcea, Rumania.

## Superficie
Posee una superficie de 17,24 kilómetros cuadrados.

## Demografía
Hasta 2021 la población era de 800 habitantes, con una densidad de población de 46,40 habitantes por kilómetro cuadrado.